# Yuko Nakazawa
Yuko Nakazawa (Quioto, 19 de junho de 1973) é uma cantora pop e atriz japonesa, mais conhecida como um dos membros originais do J-grupo feminino Morning Musume.